# Estado Delta
Estado Delta es una serie animada que es una coproducción canadiense y francesa basada en un cómic de Douglas Gayeton.
La trama de la serie trata sobre cuatro jóvenes amnésicos (Claire, Martin, Luna, Philip) que comparten un departamento, que tienen la habilidad de entrar al Estado Delta. Ellos tienen la misión tanto de reconstruir sus vidas pasadas como de enfrentar a una agrupación conocida como los Rifters, quienes buscan el control de la mente humana.
Se destaca por ser la primera serie animada en ser desarrollada completamente bajo la técnica de Rotoscopía, por lo cual para ser completada se requirieron 27 meses de trabajo. Los diseños como los guiones fueron realizados por Alphanim en Francia, y el trabajo de grabación de voces como algunas labores menores fue realizado por Nelvana en Canadá.
Esta serie obtuvo el Premio Especial por un programa de televisión en el Annecy International Animated Film Festival and the Frames 2004 por mejor producción asiática.
Fue estrenada el 11 de septiembre de 2004 en Canadá por el canal Teletoon. Consta de 26 episodios, sin embargo la productora Alphanim anunció que la serie fue renovada para una segunda temporada  (PDF).
En Latinoamérica fue emitida por Cartoon Network en 2006, cerca del horario de Adult Swim.